# Aleksandra Walczak
Aleksandra M. Walczak est biophysicienne théorique.
Elle travaille sur l'expression génétique des gènes à l'École normale supérieure où elle est directrice de recherche.

## Biographie

### Jeunesse et études
Aleksandra Walczak obtient son master à l'université de Varsovie en 2002, son doctorat à l'université de Californie à San Diego en 2007, et est post-doctorante jusqu'en 2010 à l'université de Princeton.

## Récompenses et distinctions
- 2014 : Grand Prix Jacques Herbrand de l’Académie des sciences[3]
- 2016 : Médaille de bronze du CNRS[4]
- 2021 : Membre de l'American Physical Society pour « un travail théorique perspicace sur la physique des réseaux génétiques, le comportement collectif des animaux, et en particulier les origines et la fonctionnalité de la diversité des anticorps, établissant ainsi un programme pour une génération »[5],[6]
- 2021 - Prix Jean Ricard décerné par la Société française de physique[7]
- 2024 - Médaille d'argent du CNRS[8]

## Publications sélectionnées
- Michael Lässig, Ville Mustonen et Aleksandra M. Walczak, « Predicting evolution », Nature Ecology & Evolution, vol. 1, no 3,‎ mars 2017, p. 0077 (DOI 10.1038/s41559-017-0077, Bibcode 2017NatEE...1...77L, S2CID 2978836)
- Thierry Mora, Aleksandra M. Walczak, William Bialek et Curtis G. Callan, « Maximum entropy models for antibody diversity », Proceedings of the National Academy of Sciences, vol. 107, no 12,‎ 23 mars 2010, p. 5405–5410 (PMID 20212159, PMCID 2851784, DOI 10.1073/pnas.1001705107 , Bibcode 2010PNAS..107.5405M, arXiv 0912.5175)
- J. E. M. Hornos, D. Schultz, G. C. P. Innocentini, J. Wang, A. M. Walczak, J. N. Onuchic et P. G. Wolynes, « Self-regulating gene: An exact solution », Physical Review E, vol. 72, no 5,‎ 4 novembre 2005, p. 051907 (PMID 16383645, DOI 10.1103/PhysRevE.72.051907, Bibcode 2005PhRvE..72e1907H)
- Anand Murugan, Thierry Mora, Aleksandra M. Walczak et Curtis G. Callan, « Statistical inference of the generation probability of T-cell receptors from sequence repertoires », Proceedings of the National Academy of Sciences, vol. 109, no 40,‎ 2 octobre 2012, p. 16161–16166 (PMID 22988065, PMCID 3479580, DOI 10.1073/pnas.1212755109 , Bibcode 2012PNAS..10916161M, arXiv 1208.3925)